# Cecilia Romo
Cecilia Romo (Chihuahua; 5 de diciembre de 1945 - Ciudad de México; 30 de agosto de 2020)fue una primera actriz mexicana de teatro, cine y televisión.

## Biografía
Romo inició su carrera como actriz. Principalmente en el mundo del teatro. En la década del año 1980, logró la popularidad en su país apareciendo principalmente en telenovelas como Rosa salvaje, La hora marcada, La casa al final de la calle, Cadenas de amargura y Valentina. Entre los años 2000 y 2016 registró apariciones en producciones para cine y televisión como Yo amo a Juan Querendón, Juro que te amo, Amante de lo ajeno y Un día cualquiera.

### Enfermedad y fallecimiento
En el año 2020, la actriz contrajo el COVID-19. Tras luchar durante 169 días contra las complicaciones que le generó la enfermedad. Romo falleció el 30 de agosto de dicho año a las 10:55 p. m. a los 74 años en la Ciudad de México.

## Filmografía

### Telenovelas
- Como tú no hay 2 (2020) en el personaje de Doña Remedios.[7]
- Vivir a destiempo (2013) en el personaje de Úrsula.
- Prófugas del destino (2010) en el personaje de Madre Lourdes.
- Mañana es para siempre (2008 - 2009) en el personaje de enfermera.
- Alma de hierro (2008) en el personaje de la Directora del Asilo "La Luz".[8]
- Juro que te amo (2008 - 2009) en el personaje de Doña Olvido.
- Amor sin maquillaje (2007).
- Yo amo a Juan Querendón (2007).
- Marina (2006) en el personaje de Madre Superiora.
- De pocas, pocas pulgas (2003)
- Tú y yo (1996 - 1997) en el personaje de Gudelia.
- El premio mayor (1995 - 1996).
- Si Dios me quita la vida (1995).
- Valentina (1993 - 1994) en el personaje de Madre Eugenia.
- Cadenas de amargura (1991) en el personaje de Madre Superiora.
- Lo blanco y lo negro (1989) en el personaje de Cristina Carvajal.
- La casa al final de la calle (1989) en el personaje de Verónica.
- Rosa salvaje (1987 - 1988) en el personaje de una clienta desmayada en la juguetería.

### Series
- Silvia Pinal, frente a ti (2019) en el personaje de una clienta en la peluquería.
- Un día cualquiera (2016) en el personaje de Tisbe.
- Como dice el dicho (2016) en el personaje de Sarita.
- La rosa de Guadalupe (2008 - 2011) en los personajes de Beatriz / Amparo / Martha / Felicia.
- Mujeres asesinas (2009) en el personaje de Ángeles "Chata" Bovela.
- ¡Que madre tan padre! (2006) en el personaje de Señora Bueno
- Mujer, casos de la vida real (1994 - 2006)
- Desde Gayola (2002) en el personaje de Roberta.
- Aquí está la Chilindrina (1994) en el personaje de Sor Gertrudis
- Que chavas (1994)
- Papá soltero (1993).
- La telaraña (1990). Episodio: Una dama para dos.
- La hora marcada (1988)

### Cine
- Amante de lo ajeno (2012) en el personaje de Elvira
- Luz azul (2010) (corto)
- Rock Marí (2010) en el personaje de Edna.
- Corazón marchito (2007) en el personaje de Isela
- Fantasías (2003) en el personaje de Michelle
- Out of Time (2003)[9]
- El segundo aire (2001)
- Los náufragos del Liguria (1985)